# Ектения

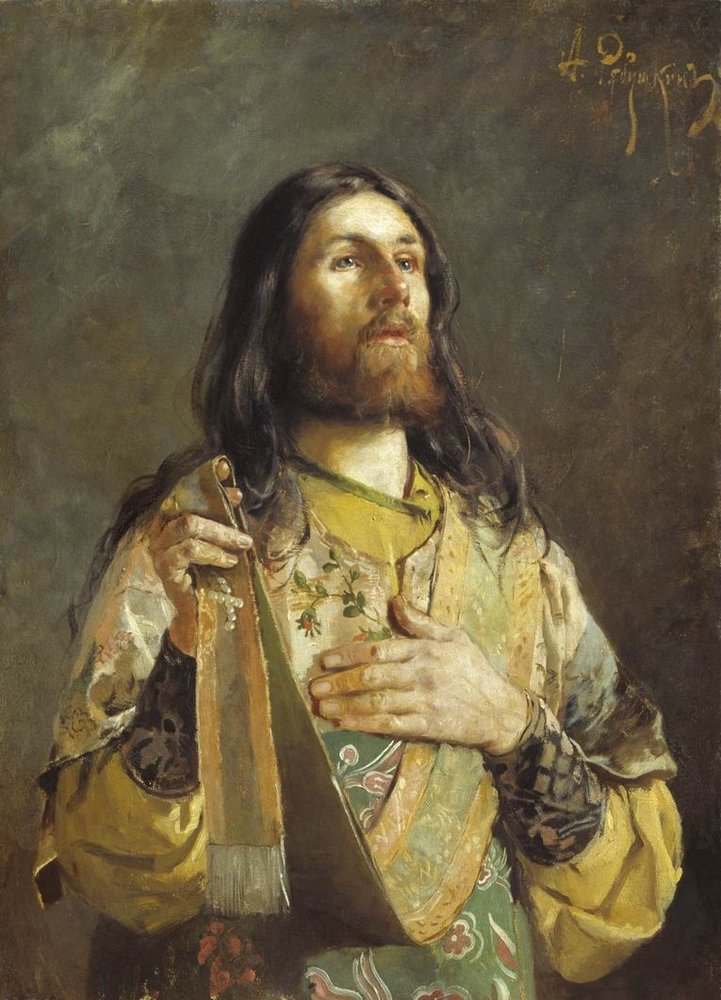
Диакон, читая ектению, держит в вытянутой правой руке орарь и после каждого прошения осеняет себя крестным знамением (А. П. Рябушкин, 1888 год)

Ектения́ (ектенья́, эктения́, др.-рус. ѥктениꙗ, от др.-греч. ἐκτενὴς — «усердие, рвение») в богослужении — название последовательности молитвенных прошений. Ектения — одна из главных составных частей богослужения, входит в состав бо́льшей части богослужений в Православной церкви.

## Виды ектений
В зависимости от момента и характера службы ектения может принимать разные виды:
- Великая (мирная)
- Сугубая
- Малая
- Просительная
- Заупокойная
- Об оглашенных, и благодарственная (после Причащения) на Литургии
- Литийная
- Заключительная (в конце повечерия и полунощницы)
- Ектении на различных молебнах, таинствах, требах, монашеских постригах, хиротесиях, и некоторые другие виды

## В Греческом православии
В Греческом православии русский термин ектения имеет различные именования:
- Наиболее общий перевод: διακονικά — «диаконские [возглашения]»;
- Другое общее название: συναπτή— «сборные [прошения]»;
- Великая ектения: εὐχὴ τοῦ τρισαγίου — букв. «молитва Трисвятого»; Η μεγάλη συναπτή; τα ειρηνικά;
- Просительная ектения: αἰτήσεις; Δέησις; Πληρωτικά;
- Сугубая ектения: просто ἐκτενὴς;
- Малая ектения: Αἴτησις; Μικρὴ Συναπτή.

## Общий порядок совершения
Ектению читает, как правило, диакон, стоя на амвоне лицом к алтарю. Вытянув правую руку, он держит в ней орарь и после каждого прошения осеняет себя крестным знамением. Иногда за неимением штатного диакона на службе ектению может прочитывать священник. 
Ектения всегда читается в диалоге с хором. Ответные слова хора называются аккламациями. На ектенье бывают четыре различных аккламации:
- «Господи, помилуй»
- «Подай, Господи»
- «Тебе, Господи»
- «Аминь» — заключительная

Ектения заканчивается возгласом священника, на который хор отвечает: «Аминь!». Возглас священника в большинстве случаев является громко озвученным окончанием вполголоса (тайно) читаемой во время ектении молитвы.

## Великая (мирная) ектения
Предваряет большинство чинопоследований служб Православной церкви.
Великая ектения содержит молитвенные прошения. Каждое прошение диакон сопровождает поясным поклоном. Моление начинается с предметов наиболее возвышенных («о Свышнем (Божьем) мире») и постепенно переходит к общецерковным и общественным нуждам, и наконец, к личным.
Таблица 1. Великая ектения.
| Священнослужитель | Хор                                          |
| --- | -------------------------------------------- |
| Диакон или священник: 1. — Ми́ром Го́споду помо́лимся. 2. — О Свы́шнем ми́ре и спасе́нии душ на́ших Го́споду помо́лимся. 3. — О ми́ре всего́ Ми́ра, благостоя́нии святы́х Бо́жиих Церкве́й и соедине́нии всех Го́споду помо́лимся. 4. — О святе́м хра́ме сем и с ве́рою, благогове́нием и стра́хом Бо́жиим входя́щих в онь Го́споду помо́лимся. 5. — О Вели́ком господи́не и отце́ на́шем нашем святе́йшем Патриа́рсе (имярек) и о господи́не на́шем (преосвяще́ннейшем, высокопреосвяще́ннейшем, блаже́ннейшем) (епи́скопе, архиепи́скопе, митрополи́те (имярек)), честне́м пресви́терстве, во Христе́ диа́констве, о всем при́чте и лю́дех Го́споду помо́лимся. 6. — О богохрани́мей стране́ на́шей, власте́х и во́инстве ея́ Го́споду помо́лимся*. 7. — О гра́де сем (или: ве́си сей, если в монастыре, то: о святе́й оби́тели сей), вся́ком гра́де, стране́ и ве́рою живу́щих в них Го́споду помо́лимся. 8. — О благорастворе́нии возду́хов, о изоби́лии плодо́в земны́х и вре́менех ми́рных Го́споду помо́лимся. 9. — О пла́вающих, путеше́ствующих, неду́гующих, стра́ждущих, плене́нных и о спасе́нии их Го́споду помо́лимся**. 10. — О изба́витися нам от вся́кия ско́рби, гне́ва и ну́жды Го́споду помо́лимся. 11. — Заступи́, спаси́, поми́луй и сохрани́ нас, Бо́же, Твое́ю благода́тию. | — Го́споди, поми́луй. Поёт на каждое прошение. |
| 12. — Пресвяту́ю, пречи́стую, преблагослове́нную, сла́вную влады́чицу на́шу Богоро́дицу и Присноде́ву Мари́ю, со все́ми святы́ми помяну́вше, са́ми себе́, и друг дру́га, и весь живо́т наш Христу́ Бо́гу предади́м. | — Тебе́, Го́споди.                             |
| Священник даёт возглас: — Я́ко подоба́ет Тебе́ вся́кая сла́ва, честь и поклоне́ние, Отцу́, и Сы́ну, и Свято́му Ду́ху, ны́не и при́сно (и во век), и во ве́ки веко́в. | — Ами́нь.                                     |

* До начала марта 1917 года вместо 5-го и 6-го нынешних прошений великая ектения содержала 4 прошения о духовной и светской власти и о царствующем доме:
| Священнослужитель: |
| --- |
| 5. — О Святе́йшем прави́тельствующем Сино́де и преосвяще́ннейшем (имярек, правящем епископе), честне́м пресви́терстве, во Христе́ диа́констве, о всем при́чте и лю́дех Го́споду помо́лимся. 6. — О благочести́вейшем, самодержа́внейшем, вели́ком Госуда́ре на́шем (имярек, далее перечисление высочайших имён августейшей фамилии) Господу помолимся. 7. — О Насле́днике его́, благове́рном Госуда́ре [Цесаре́виче] и Вели́ком Кня́зе (имярек), и о всем Ца́рствующем До́ме: о всей пала́те (прави́тельстве, суде́) и во́инстве их Го́споду помо́лимся. 8. — О посо́бити и покори́ти под но́зе их вся́каго врага́ и супоста́та Го́споду помо́лимся. |

** В особенных случаях после 9-го прошения (О плавающих…) Устав указывает вставлять дополнительные прошения:
| Священнослужитель: |
| --- |
| 9a. — О е́же ми́лостивно ны́нешнее благодаре́ние и мольбу́ нас, недосто́йных рабо́в Свои́х, в пренебе́сный Свой же́ртвенник прия́ти и благоутро́бно поми́ловати нас, Го́споду помо́лимся. 9b. — О е́же не возгнуша́тися благодаре́нием нас, непотре́бных рабо́в Свои́х, е́же о прия́тых от Него́ благодея́ниих во смире́нном се́рдце прино́сим, но я́ко кади́ло благово́нное и всесожже́ние ту́чное благоприя́тно Ему́ да бу́дет, Го́споду помо́лимся. 9c. — О е́же и ны́не послу́шати глас моле́ния нас, недосто́йных рабо́в Свои́х, и до́брое наме́рение и жела́ние ве́рных Свои́х во благо́е всегда́ испо́лнити, и всегда́, я́ко Щедр, благоде́яти нам, и Це́ркви Свое́й Святе́й, и вся́кому ве́рному Своему́ рабу́ проше́ния дарова́ти, Го́споду помо́лимся. 9d. — О е́же изба́вити Це́рковь Свою́ Святу́ю (и рабо́в Свои́х, или раба́ Своего́, имярек) и всех нас от вся́кия ско́рби, беды́, гне́ва и ну́жды и от всех враго́в, ви́димых и неви́димых, здра́вием же, долгоде́нствием, и ми́ром, и а́нгел Свои́х ополче́нием ве́рных Свои́х всегда́ огради́ти, Го́споду помо́лимся. |

| Священнослужитель: |
| --- |
| 9a. — О е́же не помяну́ти беззако́ний и непра́вд люде́й Свои́х и отврати́ти от нас весь гнев Свой, пра́ведно дви́жимый на ны, и не умори́ти нас гла́дом и жа́ждою, Го́споду помо́лимся. 9b. — О е́же благорастворе́нныя возду́хи и дожди́ благовре́менныя к плодоноше́нию ми́лостивно посла́ти земли́ и лю́дем Свои́м, Го́споду помо́лимся. 9c. — О е́же во гне́ве Свое́м не погуби́ти люде́й Свои́х и скоты́, но повеле́ти облако́м свы́ше одожди́ти и к плодоноше́нию ороси́ти зе́млю, Го́споду помо́лимся. 9d. — О е́же повеле́ти земли́ прозяба́ти плоды́ на весе́лие и пи́щу люде́й Свои́х и злак в слу́жбу челове́ком, траву́ же ското́м, Го́споду помо́лимся. 9e. — О е́же ми́лостивно призре́ти на вопль, плач, стена́ния и умиле́нныя моли́твы ста́рых и ю́ных, младе́нцев же и всех люде́й Свои́х и не погуби́ти нас гла́дом грех ра́ди на́ших, но пощади́ти от сме́рти ду́ши на́ша и препита́ти нас в гла́де, Го́споду помо́лимся. 9f. — О е́же благоприя́тным бы́ти мольба́м на́шым и, я́коже Илию́ иногда́ послу́шати нас, дожде́м и благорастворе́нными возду́хи, и поми́ловати нас, Го́споду помо́лимся. 9g. — О е́же ми́лостивно услы́шати глас моли́твы на́шея и изба́вити нас от гла́да, губи́тельства, тру́са, пото́па, огня́, гра́да, меча́, наше́ствия иноплеме́нник, междоусо́бныя бра́ни и вся́кая смертоно́сныя я́звы, Го́споду помо́лимся. |

Далее идут 10-е, 11-е, 12-е прошения и обычное завершение ектении.
Молебное пение на Новый год
В процессе написания
Молебное пение при начатии учения отроко́в
В процессе написания
Последование молебного пения ко Господу Богу нашему о Богохранимей стране нашей, власте́х и воинстве ея, певаемое во время брани против супостатов
В процессе написания
Молебное пение о недужных многих или о едином
В процессе написания
Последование молебнаго пения ко Господу Богу нашему Иисусу Христу, певаемаго во время безведрия, егда дождь многий безгодно идет
В процессе написания
Чин благословения в путешествие
В процессе написания; другие
В процессе написания

## Малая ектения
Малая ектения является предельно сокращённым вариантом великой ектении (без потери основного смысла). 1-е, 2-е и 3-е прошение её совпадают с 1-м (с прибавкой «Па́ки и па́ки»), 11-м и 12-м прошением великой ектении соответственно. Это вторая по значимости и первая по частоте появления на богослужении ектения.
Малая ектения читается после кафизм при чтении Псалтири; на полиелее после каждения; по 3, 6, 9 песни канона утрени; после 1-го и 2-го антифона (точнее, сразу после «Единоро́дный Сы́не») на литургии.
| Священнослужитель | Хор                                         |
| --- | ------------------------------------------- |
| Диакон или священник: 1. — Па́ки и па́ки ми́ром Го́споду помо́лимся. 2. — Заступи́, спаси́, поми́луй и сохрани́ нас, Бо́же, Твое́ю благода́тию.                                                             | — Го́споди, поми́луй. Поёт на каждое прошение |
| 3. — Пресвяту́ю, Пречи́стую, Преблагослове́нную, Сла́вную Влады́чицу на́шу Богоро́дицу и Присноде́ву Мари́ю, со все́ми святы́ми помяну́вше, са́ми себе́, и друг дру́га, и весь живо́т наш Христу́ Бо́гу предади́м. | — Тебе́, Го́споди.                            |
| Священник даёт возглас (см. ниже). | — Ами́нь.                                    |

Возглас после кафизмы
- По первой кафизме: «Я́ко Твоя́ держа́ва, и Твое́ есть Ца́рство, и си́ла, и сла́ва, Отца́, и Сы́на, и Свята́го Ду́ха, ны́не и при́сно, и во ве́ки веко́в».
- По второй кафизме: «Я́ко благ и человеколю́бец Бог еси́, и Тебе́ сла́ву возсыла́ем, Отцу́, и Сы́ну, и Свято́му Ду́ху, ны́не и при́сно, и во ве́ки веко́в» (как после просительной ектении).
- По третьей кафизме: «Я́ко Ты еси́ Бог наш, Бог ми́ловати и спаса́ти, и Тебе́ сла́ву возсыла́ем, Отцу́, и Сы́ну, и Свято́му Ду́ху, ны́не и при́сно, и во ве́ки веко́в».

Возглас на полиелее
- «Я́ко благослови́ся И́мя Твое́, и просла́вися Ца́рство Твое́, Отца́, и Сы́на, и Свята́го Ду́ха, ны́не и при́сно, и во ве́ки веко́в».

Возглас после песен канона на утрене
На утреннем каноне малая ектения читается преимущественно три раза: по 3-й, 6-й и 9-й песне. Однако на Пасхальной утрене малая ектения читается после каждой песни канона, каждая со своим возгласом. Здесь приводятся все 8 возгласов. Выделены наиболее употребительные возгласы.
- После 1 песни: «Я́ко Твоя́ держа́ва, и Твое́ есть Ца́рство, и си́ла, и сла́ва, Отца́, и Сы́на, и Свята́го Ду́ха, ны́не и при́сно, и во ве́ки веко́в».
- После 3 песни: «Я́ко Ты еси́ Бог наш, и Тебе́ сла́ву возсыла́ем, Отцу́, и Сы́ну, и Свято́му Ду́ху, ны́не и при́сно, и во ве́ки веко́в».
- После 4 песни: «Я́ко благ и человеколю́бец Бог еси́, и Тебе́ сла́ву возсыла́ем, Отцу́, и Сы́ну, и Свято́му Ду́ху, ны́не и при́сно, и во ве́ки веко́в».
- После 5 песни: «Я́ко святи́ся и просла́вися пречестно́е и великоле́пое И́мя Твое́, Отца́, и Сы́на, и Свято́го Ду́ха, ны́не и при́сно, и во ве́ки веко́в».
- После 6 песни: «Ты бо еси́ Царь ми́ра и Спас душ на́ших, и Тебе́ сла́ву возсыла́ем, Отцу́, и Сы́ну, и Свято́му Ду́ху, ны́не и при́сно, и во ве́ки веко́в».
- После 7 песни: «Бу́ди держа́ва Ца́рствия Твоего́ благослове́на и препросла́влена, Отца́, и Сы́на, и Свято́го Ду́ха, ны́не и при́сно, и во ве́ки веко́в».
- После 8 песни: «Я́ко благослови́ся И́мя Твое́, и просла́вися Ца́рство Твое́, Отца́, и Сы́на, и Свято́го Ду́ха, ны́не и при́сно, и во ве́ки веко́в».
- После 9 песни: «Я́ко Тя хва́лят вся си́лы небе́сныя, и Тебе́ сла́ву возсыла́ем, Отцу́, и Сы́ну, и Свято́му Ду́ху, ны́не и при́сно, и во ве́ки веко́в».

| Возглас                                                    | по 1-й | по 3-й | по 4-й | по 5-й | по 6-й | по 7-й | по 8-й | по 9-й |
| ---------------------------------------------------------- | ------ | ------ | ------ | ------ | ------ | ------ | ------ | ------ |
| По 1-й кафизме                                             | +      |        |        |        |        |        |        |        |
| По 2-й кафизме                                             |        |        | +      |        |        |        |        |        |
| По 3-й кафизме                                             |        | +      |        |        |        |        |        |        |
| На вечерне (по преподании мира после просительной ектении) |        |        |        |        |        | +      |        |        |
| На полиелее                                                |        |        |        |        |        |        | +      |        |

Возгласы на литургии
- После 1 антифона: «Я́ко Твоя́ держа́ва, и Твое́ есть Ца́рство, и си́ла, и сла́ва, Отца́, и Сы́на, и Свято́го Ду́ха, ны́не и при́сно, и во ве́ки веко́в» — как после 1 кафизмы.
- После 2 антифона с «Единоро́дный Сы́не»: «Я́ко благ и человеколю́бец Бог еси́, и Тебе́ сла́ву возсыла́ем, Отцу́, и Сы́ну, и Свято́му Ду́ху, ны́не и при́сно, и во ве́ки веко́в» (как после просительной ектении).

## Сугубая ектения
Сугу́бая значит «усиленная». После первых двух прошений клирос поёт «Го́споди, поми́луй» 1 раз, затем на каждое прошение по 3 раза. В её начале диакон призывает верующих молиться особенно сосредоточенно, прибегая к милости и человеколюбию Господа.
| Священнослужитель | Хор                                                   |
| --- | ----------------------------------------------------- |
| Диакон или священник: 1. — Рцем вси от всея́ души́ и от всего́ помышле́ния на́шего рцем. 2. — Го́споди Вседержи́телю, Бо́же оте́ц на́ших, мо́лим Ти ся, услы́ши и поми́луй. Этих двух прошений нет на вседневной вечерне и утрене всех видов (кроме утрени Великой субботы). | — Го́споди, поми́луй (1 раз). Поёт на каждое прошение.  |
| 3. — Поми́луй нас, Бо́же, по вели́цей ми́лости Твое́й, мо́лим Ти ся, услы́ши и поми́луй. 4. — Еще́ мо́лимся о вели́ком господи́не и отце́ на́шем Святе́йшем Патриа́рхе (имярек), и о Господи́не на́шем Преосвяще́ннейшем епи́скопе (имярек) и о всей во Христе́ бра́тии на́шей. 5. — Еще́ мо́лимся о Богохрани́мей стране́ на́шей, власте́х и во́инстве ея́, да ти́хое и безмо́лвное житие́ поживе́м во вся́ком благоче́стии и чистоте́. 6. — Еще́ мо́лимся о блаже́нных и приснопа́мятных созда́телех свята́го хра́ма сего́ (а́ще во оби́тели: святы́я оби́тели сея́), и о всех преждепочи́вших отце́х и бра́тиях, зде лежа́щих и повсю́ду, правосла́вных. 7. — Еще́ мо́лимся о ми́лости, жи́зни, ми́ре, здра́вии, спасе́нии, посеще́нии, проще́нии и оставле́нии грехо́в рабо́в Бо́жиих, бра́тии свята́го хра́ма сего́ (а́ще во оби́тели: святы́я оби́тели сея́). 8. — Еще́ мо́лимся о плодонося́щих и доброде́ющих во святе́м и всечестне́м хра́ме сем, тружда́ющихся, пою́щих и предстоя́щих лю́дех, ожида́ющих от Тебе́ вели́кия и бога́тыя ми́лости. | — Го́споди, поми́луй (3 раза). Поёт на каждое прошение. |
| Священник даёт возглас. На вечерне, утрене и литургии: - Я́ко ми́лостив и Человеколю́бец Бог еси́, и Тебе́ сла́ву возсыла́ем, Отцу́, и Сы́ну, и Свято́му Ду́ху, ны́не и при́сно и во ве́ки веко́в. На моле́бне: - Услы́ши ны Бо́же, Спаси́телю наш, упова́ние всех конце́в земли́, и су́щих в мо́ри дале́че: и ми́лостив, ми́лостив бу́ди, Влады́ко, о гресе́х на́ших, и поми́луй ны. Ми́лостив бо и человеколю́бец Бог еси́, и Тебе́ сла́ву возсыла́ем, Отцу́, и Сы́ну, и Свято́му Ду́ху, ны́не и при́сно, и во ве́ки веко́в. | — Ами́нь.                                              |

## Просительная ектения
Эта ектения называется просительной, потому что в ней верующие преимущественно молят Бога о благах, временных и вечных. В основе её лежат прошения, оканчивающиеся словами «у Го́спода про́сим», после которых клирос поёт «Пода́й, Го́споди». Первые два прошения завершаются клиросом обычным образом: «Го́споди, поми́луй», — а последнее словами «Тебе́, Го́споди».
Просительная ектения присутствует в следующих православных богослужениях:
- На всех видах вечерни, кроме малой.
- На всех видах утрени.
- На всех видах литургии.
- На молебнах; при совершении некоторых таинств, например, венчания.

Набор прошений ектении на вечерне и утрене различается в двух словах (буквально). Различаются также возгласы. Особенности просительной ектении на литургии бо́лее сложны и рассмотрены в следующем разделе. Ниже приведена таблица прошений на вечерне. Поправки для просительной ектении на утрени содержатся во всплывающих подсказках выделенных слов.
| Священнослужитель | Хор                                          |
| --- | -------------------------------------------- |
| Диакон или священник: 1. — Испо́лним вече́рнюю моли́тву на́шу Го́сподеви. Здесь на литургии вставляются дополнительные прошения (см. ниже). 2. — Заступи́, спаси́, поми́луй и сохрани́ нас, Бо́же, Твое́ю благода́тию. | — Го́споди, поми́луй. Поёт на каждое прошение. |
| 3. — Ве́чера всего́ соверше́нна, свя́та, ми́рна и безгре́шна у Го́спода про́сим. 4. — А́нгела ми́рна, ве́рна наста́вника, храни́теля душ и теле́с на́ших, у Го́спода про́сим. 5. — Проще́ния и оставле́ния грехо́в и прегреше́ний на́ших у Го́спода про́сим. 6. — До́брых и поле́зных душа́м на́шим и ми́ра ми́рови у Го́спода про́сим. 7. — Про́чее вре́мя живота́ на́шего в ми́ре и покая́нии сконча́ти у Го́спода про́сим. 8. — Христиа́нския кончи́ны живота́ на́шего, безболе́знены, непосты́дны, ми́рны и до́браго отве́та на Стра́шнем Суди́щи Христо́ве про́сим. | — Пода́й, Го́споди. Поёт на каждое прошение.   |
| 9. — Пресвяту́ю, Пречи́стую, Преблагослове́нную, Сла́вную Влады́чицу на́шу Богоро́дицу и Присноде́ву Мари́ю, со все́ми святы́ми помяну́вше, са́ми себе́, и друг дру́га, и весь живо́т наш Христу́ Бо́гу предади́м. | — Тебе́, Го́споди.                             |
| Священник даёт возглас. На вечерне: - Я́ко благ и человеколю́бец Бог еси́, и Тебе́ сла́ву возсыла́ем, Отцу́, и Сы́ну, и Свято́му Ду́ху, ны́не и при́сно, и во ве́ки веко́в. На утрене: - Я́ко Бог ми́лости, и щедро́т, и человеколю́бия еси́, и Тебе́ сла́ву возсыла́ем, Отцу́, и Сы́ну, и Свято́му Ду́ху, ны́не и при́сно, и во ве́ки веко́в. | — Ами́нь.                                     |

## Ектении на литургии

### Особенности просительной ектении на литургиях трёх видов
Две просительные ектении на литургии Иоанна Златоуста, две на литургии Василия Великого и одна просительная ектения литургии Преждеосвященных Даров (состоящая из видоизменённых прошений первой и второй просительных ектений обычной литургии) имеют дополнительные прошения. Основа же просительной ектении остаётся постоянной. В следующей таблице стандартные прошения просительной ектении для удобства сравнения затенены (серым цветом). Также для удобства понимания ектения на литургии Преждеосвященных Даров разбита на две логические части, столбец «Хор» опущен.
| Священнослужитель | Хор                                          |
| --- | -------------------------------------------- |
| 1. — Испо́лним моли́тву на́шу Го́сподеви. 2. — О предложе́нных Честны́х Даре́х Го́споду помо́лимся. 3. — О святе́м хра́ме сем и с ве́рою, благогове́нием и стра́хом Бо́жиим входя́щих в онь Го́споду помо́лимся. 4. — О изба́витися нам от вся́кия ско́рби, гне́ва и ну́жды Го́споду помо́лимся. 5. — Заступи́, спаси́, поми́луй и сохрани́ нас, Бо́же, Твое́ю благода́тию. | — Го́споди, поми́луй. Поёт на каждое прошение. |
| 6. — Дне всего́ соверше́нна, свя́та, ми́рна и безгре́шна у Го́спода про́сим. 7. — А́нгела ми́рна, ве́рна наста́вника, храни́теля душ и теле́с на́ших у Го́спода про́сим. 8. — Проще́ния и оставле́ния грехо́в и прегреше́ний на́ших у Го́спода про́сим. 9. — До́брых и поле́зных душа́м на́шим и ми́ра ми́рови у Го́спода про́сим. 10. — Про́чее вре́мя живота́ на́шего в ми́ре и покая́нии сконча́ти у Го́спода про́сим. 11. — Христиа́нския кончи́ны живота́ на́шего, безболе́знены, непосты́дны, ми́рны и до́браго отве́та на Стра́шнем суди́щи Христо́ве про́сим. | — Пода́й, Го́споди. Поёт на каждое прошение.   |
| 12. — Пресвяту́ю, Пречи́стую, Преблагослове́нную, Сла́вную Влады́чицу на́шу Богоро́дицу и Присноде́ву Мари́ю, со все́ми святы́ми помяну́вше, са́ми себе́, и друг дру́га, и весь живо́т наш Христу́ Бо́гу предади́м. | — Тебе́, Го́споди.                             |
| Священник даёт возглас: — Щедро́тами Единоро́дного Сы́на Твоего́, с Ни́мже благослове́н еси́, со Пресвяты́м, и Благи́м, и Животворя́щим Твои́м Ду́хом, ны́не и при́сно, и во ве́ки веко́в. | — Ами́нь.                                     |

| Священнослужитель |
| --- |
| 1. — Испо́лним вече́рнюю моли́тву на́шу Го́сподеви. 2. — О предложе́нных и Преждеосвяще́нных Честны́х Даре́х Го́споду помо́лимся. 3. — … Продолжение ектении см. ниже в этом столбце. |

| Священнослужитель | Хор                                          |
| --- | -------------------------------------------- |
| 1. — Вся святы́я помяну́вше, па́ки и па́ки ми́ром Го́споду помо́лимся. 2. — О принесе́нных и освяще́нных Честны́х Даре́х Го́споду помо́лимся. 3. — Я́ко да Человеколю́бец Бог наш, прие́мь я во святы́й, и пренебе́сный, и мы́сленный Свой Же́ртвенник, в воню́ благоуха́ния духо́внаго, возниспо́слет нам Боже́ственную благода́ть и дар Свята́го Ду́ха, помо́лимся. 4. — О изба́витися нам от вся́кия ско́рби, гне́ва и ну́жды Го́споду помо́лимся. 5. — Заступи́, спаси́, поми́луй и сохрани́ нас, Бо́же, Твое́ю благода́тию.                            | — Го́споди, поми́луй. Поёт на каждое прошение. |
| 6. — Дне всего́ соверше́нна, свя́та, ми́рна и безгре́шна у Го́спода про́сим. 7. — А́нгела ми́рна, ве́рна наста́вника, храни́теля душ и теле́с на́ших у Го́спода про́сим. 8. — Проще́ния и оставле́ния грехо́в и прегреше́ний на́ших у Го́спода про́сим. 9. — До́брых и поле́зных душа́м на́шим и ми́ра ми́рови у Го́спода про́сим. 10. — Про́чее вре́мя живота́ на́шего в ми́ре и покая́нии сконча́ти у Го́спода про́сим. 11. — Христиа́нския кончи́ны живота́ на́шего, безболе́знены, непосты́дны, ми́рны и до́браго отве́та на Стра́шнем суди́щи Христо́ве про́сим. | — Пода́й, Го́споди. Поёт на каждое прошение.   |
| 12. — Соедине́ние ве́ры и прича́стие Свята́го Ду́ха испроси́вше, са́ми себе́, и друг дру́га, и весь живо́т наш Христу́ Бо́гу предади́м. | — Тебе́, Го́споди.                             |
| Священник даёт возглас: — И сподо́би нас, Влады́ко, со дерзнове́нием, неосужде́нно сме́ти призыва́ти Тебе́, Небе́снаго Бо́га, Отца́, и глаго́лати: | — Отче наш…                                  |

| Священнослужитель |
| --- |
| 3. — Как в 2-й просительной (столбец слева) 4. — см. слева 5. — см. слева                                                                             |
| 6. — Ве́чера всего́ соверше́нна, свя́та, ми́рна и безгре́шна у Го́спода про́сим. 7. — см. слева 8. — см. слева 9. — см. слева 10. — см. слева 11. — см. слева |
| 12. — см. слева |
| Возглас священника тот же. |

### Ектения об оглашенных
Возглашается на каждой литургии, в конце так называемой литургии оглашенных (после чтения Евангелия и сугубой ектении).
| Священнослужитель | Хор                                          |
| --- | -------------------------------------------- |
| 1. — Помоли́теся, оглаше́ннии, Го́сподеви. 2. — Ве́рнии, о оглаше́нных помо́лимся, да Госпо́дь поми́лует их. 3. — Огласи́т их сло́вом и́стины. 4. — Откры́ет им Ева́нгелие пра́вды. 5. — Соедини́т их Святе́й Свое́й Собо́рней и Апо́стольстей Це́ркви. 6. — Спаси́, поми́луй, заступи́ и сохрани́ их, Бо́же, Твое́ю благода́тию. | — Го́споди, поми́луй. Поёт на каждое прошение. |
| 7. — Оглаше́ннии, главы́ ва́ша Го́сподеви приклони́те. | — Тебе́, Го́споди.                             |
| Священник даёт возглас: — Да и ти́и с на́ми сла́вят пречестно́е и великоле́пое и́мя Твое́, Отца́, и Сы́на, и Свята́го Ду́ха, ны́не и при́сно, и во ве́ки веко́в. | — Ами́нь.                                     |
| В завершение диакон возглашает: — Ели́цы оглаше́нии, изыди́те; оглаше́ннии, изыди́те; ели́цы оглаше́ннии, изыди́те. Да никто́ от оглаше́нных, ели́цы ве́рнии, па́ки и па́ки ми́ром Го́споду помо́лимся. | — Го́споди поми́луй.                           |

### Ектения о готовящихся ко Крещению
Следует сразу после ектении об оглашенных на литургии Преждеосвященных Даров, начиная со среды Крестопоклонной (4‑й) седмицы Великого поста.
| Священнослужитель | Хор                                          |
| --- | -------------------------------------------- |
| 1. — Ели́цы оглаше́ннии, изыди́те; оглаше́ннии, изыди́те; ели́цы ко Просвеще́нию, изыди́те; помоли́теся, и́же ко Просвеще́нию. 2. — Ве́рнии, о и́же ко свято́му Просвеще́нию гото́вящихся бра́тиях и спасе́нии их, Го́споду помо́лимся. 3. — Я́ко да Госпо́дь Бог наш утверди́т их и укрепи́т. 4. — Просвети́т их просвеще́нием ра́зума и благоче́стия. 5. — Сподо́бит их во вре́мя благопотре́бно ба́ни па́кибытия, оставле́ния грехо́в и оде́жди нетле́ния. 6. — Породи́т их водо́ю и ду́хом. 7. — Да́рует им соверше́ние ве́ры. 8. — Сопричте́т их свято́му Своему́ и избра́нному ста́ду. 9. — Спаси́, поми́луй, заступи́ и сохрани́ их, Бо́же, Твое́ю благода́тию. | — Го́споди, поми́луй. Поёт на каждое прошение. |
| 10. — И́же ко Просвеще́нию, главы́ ва́ша Го́сподеви приклони́те. | — Тебе́, Го́споди.                             |
| Священник даёт возглас: — Я́ко Ты еси́ Просвеще́ние на́ше и Тебе́ сла́ву возсыла́ем, Отцу́, и Сы́ну, и Свято́му Ду́ху, ны́не и при́сно, и во ве́ки веко́в. | — Ами́нь.                                     |
| В завершение диакон возглашает: — Ели́цы ко Просвеще́нию, изыди́те; и́же ко Просвеще́нию, изыди́те; ели́цы оглаше́ннии, изыди́те. Да никто́ от оглаше́нных, ели́цы ве́рнии, па́ки и па́ки ми́ром Го́споду помо́лимся. | — Го́споди поми́луй.                           |

### Ектения заупокойная (об усопших)
Совершается во все дни церковного года (кроме воскресных дней, двунадесятых и храмовых праздников) после сугубой ектении на литургии, при открытых царских вратах, обычно с кадилом в руке возглашающего священнослужителя. Совершается также на отдельных заупокойных службах. На панихиде заупокойная ектения может быть великой, малой и сугубой.
| Священнослужитель | Хор                                                   |
| --- | ----------------------------------------------------- |
| Всплывающие подсказки указывают на видоизменение прошений в случае моления об одном/одной усопшей 1. — Поми́луй нас, Бо́же, по вели́цей ми́лости Твое́й, мо́лим Ти ся, услы́ши и поми́луй. 2. — Еще́ мо́лимся о упокое́нии душ усо́пших раб Бо́жиих (имярек) и о е́же прости́тися им вся́кому прегреше́нию, во́льному же и нево́льному. 3. — Я́ко да Госпо́дь Бог учини́т ду́ши их, иде́же пра́веднии упокоя́ются. | — Го́споди, поми́луй (3 раза). Поёт на каждое прошение. |
| 4. — Ми́лости Бо́жия, Ца́рства Небе́снаго и оставле́ния грехо́в их у Христа́, Безсме́ртнаго Царя́ и Бо́га на́шего, про́сим. | — Пода́й, Го́споди.                                     |
| 5. — Го́споду помо́лимся. | — Го́споди, поми́луй.                                   |
| Священник по окончании молитвы об усопших даёт возглас: — Я́ко Ты еси́ Воскресе́ние и живо́т, и поко́й усо́пших раб Твои́х (имярек), Христе́ Бо́же наш, и Тебе́ сла́ву возсыла́ем, со Безнача́льным Твои́м Отце́м, и Пресвяты́м, и Благи́м, и Животворя́щим Твои́м Ду́хом, ны́не и при́сно, и во ве́ки веко́в.                                                                                                   | — Ами́нь.                                              |

## Заключительная ектения повечерия и полунощницы
Особенностью этой ектении является то, что она почти никогда не печатается ни в служебниках, ни в чиновниках, зато всегда находится в часословах — в последовании вседневной полунощницы, и в Следованной Псалтири. Кроме того, эта ектения произносится не диаконом, а священником. Начало ектении на повечерии и на полунощнице несколько отличается.
| Священник | Хор                                                                                 |
| --- | ----------------------------------------------------------------------------------- |
| 1. — Сла́ва Тебе́, Христе́ Бо́же, Упова́ние на́ше, сла́ва Тебе́. | Сла́ва, и ны́не: — Го́споди поми́луй, (трижды). Благослови́.                             |
| Священник на коленях лицом к народу с амвона возглашает: 2. — Влады́ко многоми́лостиве, Го́споди Иису́се Христе́ Бо́же наш, моли́твами Всепречи́стыя Влады́чицы на́шея Богоро́дицы и Присноде́вы Мари́и, си́лою Честна́го и Животворя́щаго Креста́, предста́тельствы честны́х Небе́сных Сил безпло́тных, честна́го сла́внаго проро́ка, Предте́чи и Крести́теля Иоа́нна, святы́х сла́вных и всехва́льных апо́стол, святы́х сла́вных и добропобе́дных му́чеников, преподо́бных и Богоно́сных оте́ц на́ших, святы́х и пра́ведных Богооте́ц Иоаки́ма и А́нны, и всех Твои́х святы́х, благоприя́тну сотвори́ моли́тву на́шу. Да́руй нам оставле́ние прегреше́ний на́ших. Покры́й нас кро́вом крилу́ Твое́ю. Отжени́ от нас вся́каго врага́ и супоста́та. Умири́ на́шу жизнь, Го́споди; поми́луй нас и Мир Твой, и спаси́ ду́ши на́ша, я́ко Благ и Человеколю́бец. 3. — Благослови́те, отцы́ святи́и, бра́тья и се́стры и прости́те ми гре́шному вся, ели́ка согреши́х в сей день: де́лом, сло́вом и помышле́нием. И творит земной поклон. | И весь народ отвечает: — Бог да прости́т тя, о́тче честны́й, помоли́сь и о нас гре́шных. |
| Встав с колен произносит: 4. — Благода́тию и человеколю́бием свои́ми Бог прости́т и поми́лует всех нас. |                                                                                     |

| Священник | Хор                                                                               |
| --- | --------------------------------------------------------------------------------- |
| Священник на амвоне творит отпуст лицом к народу, затем произносит: 1. — Благослови́те, отцы́ святи́и, братья и сестры и прости́те ми гре́шному вся, елика согрешихв сей день: делом, словом и помышлением. И кладёт земной поклон | Весь народ отвечает: — Бог да прости́т тя, о́тче честны́й, помолись и о нас грешных. |
| Встав с колен произносит: 2. — Благодатию и человеколюбием своими Бог простит и помилует всех нас. |                                                                                   |

| Священник | Хор                                          |
| --- | -------------------------------------------- |
| Священник на амвоне поворачивается лицом к алтарю и произносит: 1. — Помо́лимся о Вели́ком господи́не и Отце́ на́шем, Святе́йшем Патриа́рсе Моско́встем и всея́ Руси (имярек), и о господи́не на́шем Преосвяще́ннейшем епи́скопе (или Высокопреосвященнейшем архиепи́скопе, или митрополи́те) имярек. 2. — О Богохрани́мей стране́ на́шей Росси́йстей, власте́х и во́инстве ея́. 3. — О отце нашем наме́стнике (имярек) и всей во Христе братии нашей. 4. — О ненави́дящих и лю́бящих нас. 5. — О ми́лующих и служа́щих нам. 6. — О запове́давших нам, недосто́йным, моли́тися о них. 7. — О избавле́нии плене́нных. 8. — О отше́дших отце́х и бра́тиях на́ших. 9. — О в мо́ри пла́вающих. 10. — О в не́мощех лежа́щих. 11. — Помо́лимся и о изоби́лии плодо́в земны́х, 12. — И о вся́кой души́ христиа́н правосла́вных. 13. — Ублажи́м правосла́вныя архиере́и, и кти́торы свята́го хра́ма сего́ [святы́я оби́тели сея́]. 14. — Роди́тели на́ша, и вся пре́жде отше́дшия отцы́ и бра́тию на́шу, зде лежа́щия, и повсю́ду правосла́вныя. | — Го́споди, поми́луй. Поёт на каждое прошение. |
| 15. — Рцем и о себе́ саме́х. | — Го́споди поми́луй, (трижды).                 |
| 16. — Моли́твами святы́х оте́ц на́ших, Го́споди Иису́се Христе́, Бо́же наш, поми́луй нас. | — Ами́нь.                                     |